# 莱沃顿
莱沃顿（Laverton）是墨尔本中央商务区距离西南方向17公里的一个区。它的当地政府地区是霍布森湾市和温德姆市。在2011年的人口普查中，莱沃顿的人口为5,351。